# Ai no Kakera
Singles de Every Little Thing
Rescue Me / Smile Again
(2000) Fragile / Jirenma
(2001)
Ai no Kakera (愛のカケラ) est le seizième single du groupe Every Little Thing.

## Détails
Le single sort le 18 octobre 2000 au Japon sur le label Avex Trax, quatre mois seulement après le précédent single du groupe, Rescue Me / Smile Again. C'est le premier disque du groupe en tant que duo, sans Mitsuru Igarashi qui l'a quitté en avril précédent. Il atteint la 2e place du classement des ventes hebdomadaire de l'Oricon, et reste classé pendant sept semaines. Une vidéo homonyme sortira peu après.
Le single ne contient qu'une chanson, sa version instrumentale, et deux versions remixées. La chanson-titre a été utilisée comme thème musical pour une publicité pour la marque Shiseido. Elle figurera sur le quatrième album du groupe, 4 Force qui sortira cinq mois plus tard, puis sur sa compilation Every Ballad Songs de 2001. C'est l'une de ses versions remixées du single ("Steppin' Hard Enough Mix") qui figurera au lieu de l'originale sur la compilation de singles Every Best Single 2 de 2003, mais c'est l'originale qui figurera sur celle de 2009, Every Best Single - Complete. 
La chanson sera aussi remixée sur les albums de remix Cyber Trance Presents ELT Trance et The Remixes III: Mix Rice Plantation de 2002. Elle sera également reprise en version acoustique sur l'album de reprises du groupe Acoustic : Latte de 2005.

## Liste des pistes
La chanson originale est écrite par Kaori Mochida, composée par Kunio Tago, et arrangée par Ichirō Itō et Genya Kuwashima.
| CD    | CD                                                       | CD               | CD    | CD | CD | CD | CD | CD | CD |
| No    | Titre                                                    | Remixeur         | Durée |    |    |    |    |    |    |
| ----- | -------------------------------------------------------- | ---------------- | ----- | -- | -- | -- | -- | -- | -- |
| 1.    | Ai no Kakera (愛のカケラ)                                |                  | 4:58  |    |    |    |    |    |    |
| 2.    | Ai no Kakera ~Steppin' Hard Enough Mix~ (愛のカケラ ...) | Spasm            | 6:05  |    |    |    |    |    |    |
| 3.    | Ai no Kakera ~Cat Walk Mix~ (愛のカケラ ...)             | Hitoshi Harukawa | 5:18  |    |    |    |    |    |    |
| 4.    | Ai no Kakera ~Instrumental~ (愛のカケラ ...)             |                  | 4:54  |    |    |    |    |    |    |
| 21:18 |                                                          |                  |       |    |    |    |    |    |    |

## Vidéo
Ai no Kakera (愛のカケラ) est une vidéo du groupe Every Little Thing, sortie le 31 janvier 2001 au Japon sur le label Avex Trax aux formats VHS et DVD, contenant le clip vidéo de la chanson du single homonyme sorti trois mois auparavant et son clip publicitaire télévisé ; la version DVD contient son making of en supplément.
| 1. | Ai no Kakera (Video Clip) (愛のカケラ ...) | Clip vidéo        |  |
| 2. | Ai no Kakera (TV-CM) (愛のカケラ ...)      | Clip publicitaire |  |

| 1. | Ai no Kakera (Video Clip) (愛のカケラ ...) | Clip vidéo        |  |
| 2. | Ai no Kakera (TV-CM) (愛のカケラ ...)      | Clip publicitaire |  |
| 3. | Ai no Kakera (making) (愛のカケラ ...)     | Making of         |  |